# Družbene pesmi
Družbene ali socialne pesmi, (latinsko societas - družba), so pesemi, ki odražajo družbene odnose.
Družbene pesmi opozarjajo na ljudsko bedo, nakazujejo možnosti, kako bi jo bilo mogoče premagati, izražajo družbena nasprotja in se bore za družbeno preobrazbo. Iščejo novega človeka in novo življenje ter bude vero v delovni družbeni kolektiv.
Socialne pesmi nastanejo v dobah z velikimi družbenimi razlikami in krivicami. Na Slovenskem so se prve ljudske socialne pesmi pojavile v dobi, ko se je naša družba razredno razdelila, to se pravi tedaj, ko so se je z ene strani pojavil bogati čedalje pohlepnejši fevdalec, z druge strani pa brezpravni in izkoriščan kmet - tlačan.
Prvo umetno socialno pesem na Slovenskem je pred letom 1800 napisal Leopold Volkmer; v njej opisuje gospodarske razmeretedanjih viničarjev v Slovenskih goricah. Socialne pesmi so pisali tudi Prešeren, Stritar, Aškerc, Župančič in drugi.